# Сардо
Сардо (на испански: Sardo) или Сардо Аржентино (на испански: Sardo argentino) е твърдо сирене от краве мляко, което се прави в Аржентина.
Сардо е подобно на италианските Пекорино Романо и Пекорино Сардо, въпреки че се различава от последните, които се правят от овче мляко.
Сиренето е с масленост 38 %. Вкусът на Сардо е мек, но богат, и леко солен. То е бяло-жълтеникаво на цвят и се продава на пити от 3 до 4 килограма. Използва се настъргано и за готвене.